# Shirō Takasu
Shirō Takasu (高須四郎?, Takasu Shirō; Prefettura di Ibaraki, 27 ottobre 1884 – 2 settembre 1944) è stato un ammiraglio giapponese, attivo durante la seconda guerra mondiale.
Arruolatosi nella Marina imperiale giapponese nel 1907, completò il Corso B del Collegio navale (Kaigun Daigakkō) nella prima metà del 1914 e prima della fine dell'anno si specializzò in artiglieria navale. Dopo aver servito su certo numero di vecchie navi da guerra e sulla moderna nave da battaglia Kawachi, intraprese tra 1917 e 1919 il Corso A, che completò con successo. Divenuto capitano di corvetta, servì all'estero all'inizio degli anni venti e a metà del decennio fu vicecomandante dell'incrociatore corazzato Iwate. Dal 1926 operò prevalentemente come istruttore e alla fine del 1929, capitano di vascello, assunse il comando dell'incrociatore leggero Isuzu; al principio degli anni trenta compì la sua seconda esperienza all'estero, quindi tornò in Giappone e per due anni fu a capo di una sezione dello stato maggiore generale. Tra 1936 e 1937, come contrammiraglio, fu comandante in capo della 1ª Divisione portaerei, che condusse in diverse azioni nel teatro di guerra cinese, quindi negli anni seguenti fu promosso viceammiraglio e divenne anche direttore del Collegio navale; comandò poi in successione diverse flotte della marina imperiale, arrivando infine nell'agosto 1941 alla testa della 1ª Flotta. Fu presente alla battaglia delle Midway (4-6 giugno 1942), ma le sue forze furono disposte dall'ammiraglio Isoroku Yamamoto troppo lontane dallo scontro principale.
Nell'estate 1942 fu rimpatriato e poi destinato al comando delle trascurabili forze navali di stanza nelle ex Indie orientali olandesi e nelle Filippine, che guidò sino al 1944, rimanendo dunque escluso dagli avvenimenti determinati del conflitto. Divenuto ammiraglio nel marzo 1944, tornò in Giappone come membro dello stato maggiore generale, ma cadde ammalato e, nonostante le cure, morì in quello stesso anno.

## Biografia

### Entrata in marina e primi anni
Shirō Takasu nacque il 27 ottobre 1884 nella prefettura di Ibaraki. In giovane età s'iscrisse all'Accademia navale di Etajima: studiò nella 35ª classe e si diplomò il 20 novembre 1907, decimo su 172 allievi; ottenne il brevetto di aspirante guardiamarina e fu imbarcato sull'incrociatore protetto Itsukushima, poi dal 28 agosto 1908 passò all'incrociatore protetto Akashi. Fu promosso guardiamarina il 25 dicembre e divenne sottotenente di vascello il 1º dicembre 1910, subito prima di iniziare il Corso base alla Scuola di artiglieria navale; il 20 aprile 1911 passò al Corso base presso la Scuola siluristi e il 4 agosto, conclusi gli studi, fu assegnato alla nave da battaglia Aki; fu quindi marinaio a bordo dell'incrociatore corazzato Adzuma (dal 22 maggio 1912) e poi sull'incrociatore da battaglia Tsukuba (dal 1º maggio 1913). Il 1º dicembre, divenuto tenente di vascello, entrò al Corso B del Collegio navale, l'istituzione della marina imperiale giapponese preposta alla formazione di ufficiali competenti: fece parte della 17ª classe e completò questo ciclo di studi nel maggio 1914. Il 27 di quel mese intraprese quindi il Corso avanzato di artiglieria navale e, una volta terminatolo, servì in successione sulla nave da battaglia Kawachi e sull'incrociatore corazzato Tokiwa tra il dicembre 1914 e la fine del 1916. In 1º dicembre di quell'anno tornò a terra con l'incarico di istruttore e aiutante alla Scuola di artiglieria navale. L'anno successivo iniziò il Corso A del Collegio navale, che lo tenne a lungo impegnato; due anni dopo soltanto (1º dicembre 1919), acquisito il grado di capitano di corvetta, fu riassegnato al 1º Distretto navale, con quartier generale a Yokosuka.

### Gli anni venti e trenta
Dopo un anno circa a Yokosuka, Takasu fu trasferito allo stato maggiore dell'Ufficio personale, dipendente dal Ministero della marina. All'inizio del 1922, viste le sue qualità, fu deciso di inviarlo nel Regno Unito per integrare e affinare le sue capacità: dal 15 febbraio visse dunque in Gran Bretagna, divenendo inoltre assistente dell'attaché militare a Londra il 1º giugno 1923; sei mesi dopo, infine, ebbe notizia della sua promozione a capitano di fregata. Il 1º giugno 1924 gli pervenne l'ordine di rientro e, una volta in patria, fu scelto quale nuovo vicecomandante del vecchio incrociatore corazzato Iwate (1º novembre). Dopo un lungo servizio in mare, il 15 settembre 1926 fu riassegnato al posto di istruttore presso il Collegio navale e dal 1º dicembre ricoprì brevemente un incarico medesimo anche al Collegio militare, appartenente all'esercito imperiale: tale doppia mansione gli fu nuovamente affidata a partire dal 15 novembre 1927. Il 10 dicembre 1928 fu avanzato al rango di capitano di vascello e per un certo periodo rimase senza incarichi particolari. Solo il 27 novembre 1929 fu promosso comandante dell'incrociatore leggero Isuzu, posizione che mantenne per circa un anno.
Il 1º dicembre 1930 Takasu fu per la seconda volta inviato nel Regno Unito, stavolta come attacché militare e con la nomina contemporanea a Ispettore capo delle costruzioni navali e degli armamenti, posizione che lo metteva alle dirette dipendenze del Comando costruzioni. Il 1º novembre 1932 fu richiamato in Giappone e per qualche mese condusse una ridotta attività. Il 10 marzo 1933 fu riassegnato allo stato maggiore generale della marina e al Ministero omonimo; il 15 novembre fu nominato capo di stato maggiore della 3ª Flotta. Un anno più tardi, divenuto contrammiraglio, successe a Shizue Tsuda alla testa del 3º Dipartimento dello stato maggiore generale, un incarico che tenne per oltre due anni. Il 1º dicembre 1936 fu destinato al comando della 1ª Divisione portaerei (Akagi, Kaga): egli la condusse in battaglia durante la fase iniziale della seconda guerra sino-giapponese; in particolare coordinò le azioni di supporto alle divisioni dell'esercito impegnate nell'espugnazione di Shanghai. Poco prima della fine dell'anno lasciò il fronte e assunse il comando della costituenda Flotta d'addestramento, periodicamente attivata per le esercitazioni. Il 1º agosto 1938 tornò sul continente in qualità di comandante in capo della Forza navale di spedizione in Manciuria, ma rimase per poco in questa posizione poiché il 15 novembre, con la promozione a viceammiraglio, ricevette anche la presidenza del Collegio navale (rimpiazzò il pari grado Masaharu Hibino).

### La seconda guerra mondiale
Il 29 settembre 1939 Takasu fu nuovamente investito del comando di una formazione militare, la 5ª Flotta, al posto del viceammiraglio Nobutake Kondō; poco dopo, a partire dal 15 novembre, tornò sul fronte cinese alla testa della 2ª Flotta di spedizione in Cina, che comunque vide una ridotta operatività. Il 15 ottobre 1940 fu rimpatriato e messo a disposizione dello stato maggiore generale, che un mese più tardi lo promosse comandante della 4ª Flotta, dislocata nelle isole del mandato del Pacifico meridionale (Marshall, Marianne, Caroline, Palau). L'11 agosto 1941 fu rimpiazzato dal viceammiraglio Shigeyoshi Inoue e rientrò a Tokyo, dove fu investito del comando della 1ª Flotta: questa squadra riuniva il grosso delle forze da battaglia della marina imperiale.
Il 7 dicembre 1941 si svolse l'attacco di Pearl Harbor e iniziò la rapida espansione giapponese nell'Oceano Pacifico; Takasu, tuttavia, non partecipò ai primi mesi di conflitto poiché le divisioni di corazzate rimasero in Giappone, pronte per essere impegnate nella cosiddetta "battaglia decisiva", ovvero uno scontro navale tradizionale che la strategia navale nipponica contemplava per sopprimere la Flotta del Pacifico statunitense. La sua prima azione nella seconda guerra mondiale avvenne il 18 aprile 1942: uno schermo di navi pattuglia al largo del Giappone aveva individuato la Task force 16 del contrammiraglio William Halsey con due portaerei e Takasu applicò subito il piano tattico 3. Dalle portaerei leggere della 1ª Flotta si levarono dodici caccia Mitsubishi A6M "Zero", affiancati da trentadue bombardieri basati a terra che dovevano colpire le forze nemiche; esse però si trovavano a circa 800 miglia dalla costa nipponica e non poterono essere intercettate. L'incursione aerea su Tokyo condotta dai velivoli americani ebbe profonda influenza sui massimi capi militari giapponesi e l'ammiraglio Isoroku Yamamoto fu autorizzato a studiare un piano distruggere le pericolose portaerei statunitensi; egli preparò un complesso attacco all'atollo di Midway, volto ad attirare in battaglia tutte le residue forze navali nemiche. La 1ª Flotta fu divisa in due scaglioni: uno, al diretto comando di Yamamoto, avrebbe seguito a distanza la 1ª Flotta aerea del viceammiraglio Chūichi Nagumo (incaricata di bombardare Midway e battere la flotta statunitense di portaerei) mentre il secondo, agli ordini di Takasu, fu posizionato a metà strada tra l'atollo e le isole Aleutine, allo scopo di impedire un intervento americano ai danni della 5ª Flotta, a sua volta impegnata nella conquista di alcune posizioni in tale arcipelago come mossa diversiva. Takasu dispose delle corazzate Ise, Hyuga, Fuso e Yamashiro, di due incrociatori leggeri (Kitakami, Oi) e dodici cacciatorpediniere, ma non ebbe alcuna parte nella battaglia tra portaerei, che si svolse subito a nord-ovest dell'atollo e terminò con una secca sconfitta giapponese.
Tornato in patria a metà giugno, Takasu fu rimosso dal comando della 1ª Flotta il 14 luglio e rimase a disposizione dello stato maggiore generale. Questi lo destinò, il 15 settembre, a dirigere la Flotta dell'Area sud-occidentale e una delle sue componenti, la 2ª Flotta di spedizione del sud: si trattava di comandi posti a controllo delle conquiste effettuate nel Pacifico occidentale, dotati di forze modeste e comunque esclusi dagli avvenimenti determinanti sul fronte delle Salomone. Nel corso del novembre 1942, però, sulla scorta di alcuni dispacci intercettati e tradotti, fu urgentemente informato che era in programma un attacco anfibio australiano-statunitense a Timor per dicembre: Takasu radunò gli incrociatori Ashigara, Kinu e Natori con l'ordine di tenersi pronti a intervenire, ma l'attesa offensiva non si verificò. Takasu rimase ancora a lungo a capo della Flotta sud-occidentale, cedendo peraltro la 2ª Flotta di spedizione al viceammiraglio Seiichi Iwamura il 15 aprile 1943; il 20 settembre divenne il primo comandante della 13ª Flotta aerea. Durante questo lungo periodo Takasu non fu mai coinvolto in azioni maggiori.

### Morte
Il 1º marzo 1944 Takasu guadagnò il rango di ammiraglio e poco dopo fu richiamato in patria per ricoprire una posizione di elevata responsabilità nello stato maggiore generale. Dovette comunque ritardare l'assunzione diretta di tale incarico in quanto per un mese fu comandante ad interim della Flotta Combinata, dopo l'accertamento del decesso dell'ammiraglio Mineichi Kōga. Solo il 18 giugno cominciò a esercitare le sue funzioni e per poco tempo, giacché la sua salute era peggiorata per una malattia non meglio specificata, contratta al fronte. Ricoverato, morì il 2 settembre 1944, all'età di 59 anni.